# Тордуэ
Тордуэ́ (фр. Tordouet) — коммуна во Франции, находится в регионе Нижняя Нормандия. Департамент коммуны — Кальвадос. Входит в состав кантона Орбек. Округ коммуны — Лизьё.
Код INSEE коммуны — 14693.

## Население
Население коммуны на 2010 год составляло 271 человек.
| 1962 | 1968 | 1975 | 1982 | 1990 | 1999 | 2010 |
| ---- | ---- | ---- | ---- | ---- | ---- | ---- |
| 280  | 273  | 245  | 271  | 256  | 293  | 271  |

## Экономика
В 2010 году среди 163 человек трудоспособного возраста (15—64 лет) 124 были экономически активными, 39 — неактивными (показатель активности — 76,1 %, в 1999 году было 64,5 %). Из 124 активных жителей работали 115 человек (66 мужчин и 49 женщин), безработных было 9 (3 мужчин и 6 женщин). Среди 39 неактивных 10 человек были учениками или студентами, 16 — пенсионерами, 13 были неактивными по другим причинам.